# Salem, South Dakota
Salem är administrativ huvudort i McCook County i South Dakota. Orten har också hetat Melas för att undvika förväxling med en tidigare ort som hette Salena. Enligt 2010 års folkräkning hade orten 1 347 invånare.